# Fort Sumner (Nouveau-Mexique)
Le village de Fort Sumner est le siège du comté de De Baca, situé dans l’État du Nouveau-Mexique, aux États-Unis. Sa population, qui s’élevait à 1 031 habitants lors du recensement de 2010, est estimée à 948 habitants au 1er juillet 2020.

## Source
- (en) Cet article est partiellement ou en totalité issu de l’article de Wikipédia en anglais intitulé « Fort Sumner, New Mexico » (voir la liste des auteurs).

1. ↑  (en) « Fort Sumner, New Mexico Population » [« Données sur Fort Sumner »], sur censusviewer.com (consulté le 11 janvier 2021).
2. ↑  (en) « Fort Sumner, New Mexico - Basic Facts » [« Estimations sur Fort Sumner »], sur newmexico.hometownlocator.com (consulté le 11 janvier 2021).